# レイブンズデール男爵
レイブンズデール男爵（英語: Baron Ravensdale）は、連合王国貴族の男爵位。ジョージ・カーゾンが1911年にカーゾン伯位やスカーズデール子爵位とともに叙されたのに始まる（さらに1921年にはカーゾン侯に叙される）。
彼には男子がなく、彼の死とともにカーゾン侯位やカーゾン伯位は廃絶したが、レイブンズデール男爵位には特別継承規定が付けられていたため、女系継承されて存続した。現在の当主は4代レイブンズデール男爵ダニエル・モズレーである。

## 歴史

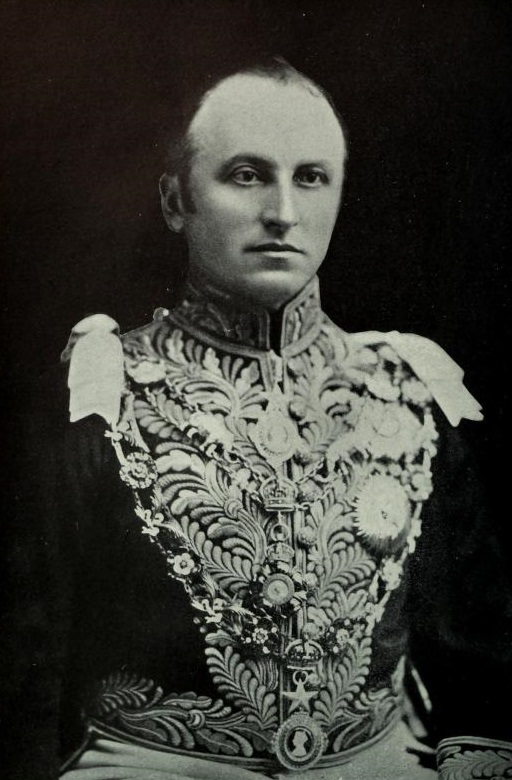
初代カーゾン侯爵・初代レイブンズデール男爵ジョージ・カーゾン

スカーズデール男爵家の跡取りとして生まれたジョージ・ナサニエル・カーゾン(1859–1925)は、1899年から1905年にかけてインド総督を務め、第一次世界大戦中には挙国一致内閣で閣僚職を歴任し、戦後の1919年から1924年にかけては外務大臣を務めた。1923年には首相候補に取り沙汰されたほどの大物政治家だった。爵位も急上昇し、襲爵前の1898年11月11日にはアイルランド貴族ダービー州におけるケドルストンのケドルストンのカーゾン男爵（Baron Curzon of Kedleston, of Kedleston in the County of Derby)、同じく襲爵前の1911年11月2日に連合王国貴族ダービー州におけるケドルストンのケドルストンのカーゾン伯爵（Earl Curzon of Kedleston, of Kedleston in the County of Derby）とダービー州におけるスカーズデールの初代スカーズデール子爵（Viscount Scarsdale, of Scarsdale in the County of Derby）、ダービー州におけるレイブンズデールの初代レイブンズデール男爵（Baron Ravensdale, of Ravensdale in the County of Derby）に叙せられた。このうちスカーズデール子爵位は男子なき場合に父の男系男子に継承される旨の特別継承規定があり、同じくレイブンズデール男爵位にも男子なき場合に娘とその男系男子に継承される旨の特別継承規定があった。さらに1916年の父の死により第5代スカーズデール男爵位を継承し、1921年6月28日には連合王国貴族ケドルストンのカーゾン侯爵（Marquess Curzon of Kedleston）に叙せられた。
1925年にカーゾン侯が男子のないまま死去するとカーゾン侯爵位とカーゾン伯爵位、カーゾン男爵位は廃絶した。またスカーズデール子爵位とスカーズデール男爵位は甥にあたるリチャード・カーゾンに継承された。一方レイブンズデール男爵位は特別継承規定によりカーゾン侯の長女メアリー・アイリーン・カーゾン(1896–1966)に女系継承された。1963年以前女性の世襲貴族は貴族院議員にはなれなかったが、彼女は1958年10月6日に同じ爵位名で一代貴族に叙されており、その資格で貴族院議員となった。
メアリーは生涯結婚しなかったので子供がなかった。そのため彼女の死後、彼女の妹シンシア・モズレー(1898-1933)とイギリスファシスト連合の指導者として知られる第6代(アンコーツ)準男爵オズワルド・モズレー(1896-1980)の間の長男である小説家ニコラス・モズレー(1923-2017)が3代男爵を継承した。彼は1980年の父の死に際して(アンコーツの)第7代準男爵位も継承している。2017年現在の当主は彼の孫のダニエル・モズレーである。

## レイブンズデール男爵 (1911年)
- 初代レイブンズデール男爵・初代カーゾン侯ジョージ・ナサニエル・カーゾン (1859–1925)
- 2代レイブンズデール女男爵メアリー・アイリーン・カーゾン（英語版） (1896–1966) - 先代の長女。一代貴族レイブンズデール女男爵に叙される
- 3代レイブンズデール男爵ニコラス・モズレー (1923-2017)  - 先代の甥。1980年に父から(アンコーツの)第7代準男爵継承
- 4代レイブンズデール男爵ダニエル・モズレー (1982-)  - 先代の孫。
  - 推定相続人は現当主の弟マシュー・モズレー(1985-)。

## 家系図
|                                                            |                                                            |                                                            |                                                            |                                                            |                                                            |  |  | 4代スカーズデール男爵 アルフレッド・カーゾン (1831-1916)                              |                                                                                       |                                                                                       |                                                                                       |                                                                                       |                                                                                       | |                                                                              |                                                                              |                                                                              |                                                        |                                                        |                                                        |                                                        |                            |                            |                                       |                                       |                                       |                                       |                                       |                                       |  |  |  |  |  |  |  |  |  |  |  |  |  |  |  |  |  |  |
|                                                            |                                                            |                                                            |                                                            |                                                            |                                                            |  |  |                                                                                       |                                                                                       |                                                                                       |                                                                                       |                                                                                       |                                                                                       | |                                                                              |                                                                              |                                                                              |                                                        |                                                        |                                                        |                                                        |                            |                            |                                       |                                       |                                       |                                       |                                       |                                       |  |  |  |  |  |  |  |  |  |  |  |  |  |  |  |  |  |  |
|                                                            |                                                            |                                                            |                                                            |                                                            |                                                            |  |  |                                                                                       |                                                                                       |                                                                                       |                                                                                       |                                                                                       |                                                                                       | |                                                                              |                                                                              |                                                                              |                                                        |                                                        |                                                        |                                                        |                            |                            |                                       |                                       |                                       |                                       |                                       |                                       |  |  |  |  |  |  |  |  |  |  |  |  |  |  |  |  |  |  |
|                                                            |                                                            |                                                            |                                                            |                                                            |                                                            |  |  | 1911年カーゾン伯 1911年スカーズデール子爵 1911年レイヴンズデール男爵 1921年カーゾン侯 | 1911年カーゾン伯 1911年スカーズデール子爵 1911年レイヴンズデール男爵 1921年カーゾン侯 | 1911年カーゾン伯 1911年スカーズデール子爵 1911年レイヴンズデール男爵 1921年カーゾン侯 | 1911年カーゾン伯 1911年スカーズデール子爵 1911年レイヴンズデール男爵 1921年カーゾン侯 | 1911年カーゾン伯 1911年スカーズデール子爵 1911年レイヴンズデール男爵 1921年カーゾン侯 | 1911年カーゾン伯 1911年スカーズデール子爵 1911年レイヴンズデール男爵 1921年カーゾン侯 | |                                                                              | スカーズデール子爵 スカーズデール男爵 カーゾン家へ                           | スカーズデール子爵 スカーズデール男爵 カーゾン家へ                           | スカーズデール子爵 スカーズデール男爵 カーゾン家へ     | スカーズデール子爵 スカーズデール男爵 カーゾン家へ     | スカーズデール子爵 スカーズデール男爵 カーゾン家へ     | スカーズデール子爵 スカーズデール男爵 カーゾン家へ     |                            |                            |                                       |                                       |                                       |                                       |                                       |                                       |  |  |  |  |  |  |  |  |  |  |  |  |  |  |  |  |  |  |
|                                                            |                                                            |                                                            |                                                            |                                                            |                                                            |  |  | 1911年カーゾン伯 1911年スカーズデール子爵 1911年レイヴンズデール男爵 1921年カーゾン侯 | 1911年カーゾン伯 1911年スカーズデール子爵 1911年レイヴンズデール男爵 1921年カーゾン侯 | 1911年カーゾン伯 1911年スカーズデール子爵 1911年レイヴンズデール男爵 1921年カーゾン侯 | 1911年カーゾン伯 1911年スカーズデール子爵 1911年レイヴンズデール男爵 1921年カーゾン侯 | 1911年カーゾン伯 1911年スカーズデール子爵 1911年レイヴンズデール男爵 1921年カーゾン侯 | 1911年カーゾン伯 1911年スカーズデール子爵 1911年レイヴンズデール男爵 1921年カーゾン侯 | 初代カーゾン侯 初代カーゾン伯 初代スカーズデール子爵 5代スカーズデール男爵 初代レイヴンズデール男爵 ジョージ・カーゾン (1859-1925) |                                                                              | スカーズデール子爵 スカーズデール男爵 カーゾン家へ                           | スカーズデール子爵 スカーズデール男爵 カーゾン家へ                           | スカーズデール子爵 スカーズデール男爵 カーゾン家へ     | スカーズデール子爵 スカーズデール男爵 カーゾン家へ     | スカーズデール子爵 スカーズデール男爵 カーゾン家へ     | スカーズデール子爵 スカーズデール男爵 カーゾン家へ     |                            |                            |                                       |                                       |                                       |                                       |                                       |                                       |  |  |  |  |  |  |  |  |  |  |  |  |  |  |  |  |  |  |
|                                                            |                                                            |                                                            |                                                            |                                                            |                                                            |  |  | カーゾン侯 カーゾン伯廃絶                                                             | カーゾン侯 カーゾン伯廃絶                                                             | カーゾン侯 カーゾン伯廃絶                                                             | カーゾン侯 カーゾン伯廃絶                                                             | カーゾン侯 カーゾン伯廃絶                                                             | カーゾン侯 カーゾン伯廃絶                                                             | |                                                                              | (アンコーツ)準男爵 モズレー家から                                            | (アンコーツ)準男爵 モズレー家から                                            | (アンコーツ)準男爵 モズレー家から                      | (アンコーツ)準男爵 モズレー家から                      | (アンコーツ)準男爵 モズレー家から                      | (アンコーツ)準男爵 モズレー家から                      |                            |                            | リーズデール男爵 ミットフォード家から | リーズデール男爵 ミットフォード家から | リーズデール男爵 ミットフォード家から | リーズデール男爵 ミットフォード家から | リーズデール男爵 ミットフォード家から | リーズデール男爵 ミットフォード家から |  |  |  |  |  |  |  |  |  |  |  |  |  |  |  |  |  |  |
|                                                            |                                                            |                                                            |                                                            |                                                            |                                                            |  |  | カーゾン侯 カーゾン伯廃絶                                                             | カーゾン侯 カーゾン伯廃絶                                                             | カーゾン侯 カーゾン伯廃絶                                                             | カーゾン侯 カーゾン伯廃絶                                                             | カーゾン侯 カーゾン伯廃絶                                                             | カーゾン侯 カーゾン伯廃絶                                                             | |                                                                              | (アンコーツ)準男爵 モズレー家から                                            | (アンコーツ)準男爵 モズレー家から                                            | (アンコーツ)準男爵 モズレー家から                      | (アンコーツ)準男爵 モズレー家から                      | (アンコーツ)準男爵 モズレー家から                      | (アンコーツ)準男爵 モズレー家から                      |                            |                            | リーズデール男爵 ミットフォード家から | リーズデール男爵 ミットフォード家から | リーズデール男爵 ミットフォード家から | リーズデール男爵 ミットフォード家から | リーズデール男爵 ミットフォード家から | リーズデール男爵 ミットフォード家から |  |  |  |  |  |  |  |  |  |  |  |  |  |  |  |  |  |  |
|                                                            |                                                            |                                                            |                                                            |                                                            |                                                            |  |  |                                                                                       |                                                                                       |                                                                                       |                                                                                       |                                                                                       |                                                                                       | |                                                                              |                                                                              |                                                                              |                                                        |                                                        |                                                        |                                                        |                            |                            |                                       |                                       |                                       |                                       |                                       |                                       |  |  |  |  |  |  |  |  |  |  |  |  |  |  |  |  |  |  |
| 2代レイヴンズデール女男爵 アイリーン・カーゾン (1896-1966) | 2代レイヴンズデール女男爵 アイリーン・カーゾン (1896-1966) | 2代レイヴンズデール女男爵 アイリーン・カーゾン (1896-1966) | 2代レイヴンズデール女男爵 アイリーン・カーゾン (1896-1966) | 2代レイヴンズデール女男爵 アイリーン・カーゾン (1896-1966) | 2代レイヴンズデール女男爵 アイリーン・カーゾン (1896-1966) |  |  | シンシア・モズレー (1898-1933)                                                        | シンシア・モズレー (1898-1933)                                                        | シンシア・モズレー (1898-1933)                                                        | シンシア・モズレー (1898-1933)                                                        | シンシア・モズレー (1898-1933)                                                        | シンシア・モズレー (1898-1933)                                                        | |                                                                              | 6代(アンコーツ)準男爵 オズワルド・モズレー (1896-1980)                       | 6代(アンコーツ)準男爵 オズワルド・モズレー (1896-1980)                       | 6代(アンコーツ)準男爵 オズワルド・モズレー (1896-1980) | 6代(アンコーツ)準男爵 オズワルド・モズレー (1896-1980) | 6代(アンコーツ)準男爵 オズワルド・モズレー (1896-1980) | 6代(アンコーツ)準男爵 オズワルド・モズレー (1896-1980) |                            |                            | ダイアナ・ミットフォード (1910-2003)  | ダイアナ・ミットフォード (1910-2003)  | ダイアナ・ミットフォード (1910-2003)  | ダイアナ・ミットフォード (1910-2003)  | ダイアナ・ミットフォード (1910-2003)  | ダイアナ・ミットフォード (1910-2003)  |  |  |  |  |  |  |  |  |  |  |  |  |  |  |  |  |  |  |
| 2代レイヴンズデール女男爵 アイリーン・カーゾン (1896-1966) | 2代レイヴンズデール女男爵 アイリーン・カーゾン (1896-1966) | 2代レイヴンズデール女男爵 アイリーン・カーゾン (1896-1966) | 2代レイヴンズデール女男爵 アイリーン・カーゾン (1896-1966) | 2代レイヴンズデール女男爵 アイリーン・カーゾン (1896-1966) | 2代レイヴンズデール女男爵 アイリーン・カーゾン (1896-1966) |  |  | シンシア・モズレー (1898-1933)                                                        | シンシア・モズレー (1898-1933)                                                        | シンシア・モズレー (1898-1933)                                                        | シンシア・モズレー (1898-1933)                                                        | シンシア・モズレー (1898-1933)                                                        | シンシア・モズレー (1898-1933)                                                        | |                                                                              | 6代(アンコーツ)準男爵 オズワルド・モズレー (1896-1980)                       | 6代(アンコーツ)準男爵 オズワルド・モズレー (1896-1980)                       | 6代(アンコーツ)準男爵 オズワルド・モズレー (1896-1980) | 6代(アンコーツ)準男爵 オズワルド・モズレー (1896-1980) | 6代(アンコーツ)準男爵 オズワルド・モズレー (1896-1980) | 6代(アンコーツ)準男爵 オズワルド・モズレー (1896-1980) |                            |                            | ダイアナ・ミットフォード (1910-2003)  | ダイアナ・ミットフォード (1910-2003)  | ダイアナ・ミットフォード (1910-2003)  | ダイアナ・ミットフォード (1910-2003)  | ダイアナ・ミットフォード (1910-2003)  | ダイアナ・ミットフォード (1910-2003)  |  |  |  |  |  |  |  |  |  |  |  |  |  |  |  |  |  |  |
|                                                            |                                                            |                                                            |                                                            |                                                            |                                                            |  |  |                                                                                       |                                                                                       |                                                                                       |                                                                                       |                                                                                       |                                                                                       | |                                                                              |                                                                              |                                                                              |                                                        |                                                        |                                                        |                                                        |                            |                            |                                       |                                       |                                       |                                       |                                       |                                       |  |  |  |  |  |  |  |  |  |  |  |  |  |  |  |  |  |  |
|                                                            |                                                            |                                                            |                                                            |                                                            |                                                            |  |  |                                                                                       |                                                                                       |                                                                                       |                                                                                       | 3代レイヴンズデール男爵 7代(アンコーツ)準男爵 ニコラス・モズレー (1923-2017)          | 3代レイヴンズデール男爵 7代(アンコーツ)準男爵 ニコラス・モズレー (1923-2017)          | 3代レイヴンズデール男爵 7代(アンコーツ)準男爵 ニコラス・モズレー (1923-2017)                                                       | 3代レイヴンズデール男爵 7代(アンコーツ)準男爵 ニコラス・モズレー (1923-2017) | 3代レイヴンズデール男爵 7代(アンコーツ)準男爵 ニコラス・モズレー (1923-2017) | 3代レイヴンズデール男爵 7代(アンコーツ)準男爵 ニコラス・モズレー (1923-2017) |                                                        |                                                        | マックス・モズレー (1940-)                             | マックス・モズレー (1940-)                             | マックス・モズレー (1940-) | マックス・モズレー (1940-) | マックス・モズレー (1940-)            | マックス・モズレー (1940-)            |                                       |                                       |                                       |                                       |  |  |  |  |  |  |  |  |  |  |  |  |  |  |  |  |  |  |
|                                                            |                                                            |                                                            |                                                            |                                                            |                                                            |  |  |                                                                                       |                                                                                       |                                                                                       |                                                                                       | 3代レイヴンズデール男爵 7代(アンコーツ)準男爵 ニコラス・モズレー (1923-2017)          | 3代レイヴンズデール男爵 7代(アンコーツ)準男爵 ニコラス・モズレー (1923-2017)          | 3代レイヴンズデール男爵 7代(アンコーツ)準男爵 ニコラス・モズレー (1923-2017)                                                       | 3代レイヴンズデール男爵 7代(アンコーツ)準男爵 ニコラス・モズレー (1923-2017) | 3代レイヴンズデール男爵 7代(アンコーツ)準男爵 ニコラス・モズレー (1923-2017) | 3代レイヴンズデール男爵 7代(アンコーツ)準男爵 ニコラス・モズレー (1923-2017) |                                                        |                                                        | マックス・モズレー (1940-)                             | マックス・モズレー (1940-)                             | マックス・モズレー (1940-) | マックス・モズレー (1940-) | マックス・モズレー (1940-)            | マックス・モズレー (1940-)            |                                       |                                       |                                       |                                       |  |  |  |  |  |  |  |  |  |  |  |  |  |  |  |  |  |  |
|                                                            |                                                            |                                                            |                                                            |                                                            |                                                            |  |  |                                                                                       |                                                                                       |                                                                                       |                                                                                       | ショーン・モズレー (1949-2009)                                                        |                                                                                       | |                                                                              |                                                                              |                                                                              |                                                        |                                                        |                                                        |                                                        |                            |                            |                                       |                                       |                                       |                                       |                                       |                                       |  |  |  |  |  |  |  |  |  |  |  |  |  |  |  |  |  |  |
|                                                            |                                                            |                                                            |                                                            |                                                            |                                                            |  |  |                                                                                       |                                                                                       |                                                                                       |                                                                                       |                                                                                       |                                                                                       | |                                                                              |                                                                              |                                                                              |                                                        |                                                        |                                                        |                                                        |                            |                            |                                       |                                       |                                       |                                       |                                       |                                       |  |  |  |  |  |  |  |  |  |  |  |  |  |  |  |  |  |  |
|                                                            |                                                            |                                                            |                                                            |                                                            |                                                            |  |  |                                                                                       |                                                                                       |                                                                                       |                                                                                       | 4代レイヴンズデール男爵 8代(アンコーツ)準男爵 ダニエル・モズレー (1982-)              |                                                                                       | |                                                                              |                                                                              |                                                                              |                                                        |                                                        |                                                        |                                                        |                            |                            |                                       |                                       |                                       |                                       |                                       |                                       |  |  |  |  |  |  |  |  |  |  |  |  |  |  |  |  |  |  |